# Ірек (Белебеївський район)
Іре́к (рос. Ирек, башк. Ирек) — присілок у складі Белебеївського району Башкортостану, Росія. Входить до складу Тузлукушівської сільської ради.
Населення — 86 осіб (2010; 73 в 2002).
Національний склад:
- башкири — 82 %